# Holger Dörnemann
Holger Dörnemann (* 13. September 1967 in Wuppertal) ist ein deutscher römisch-katholischer Theologe und Religionspädagoge.

## Leben
Holger Dörnemann studierte ab 1987 Theologie, Psychologie und Philosophie an der Rheinischen Friedrich-Wilhelms-Universität in Bonn und von 1990 bis 1991 an der Theologischen Fakultät in Freiburg im Üechtland/Schweiz. 1992 schloss er das Studium wiederum in Bonn mit dem Diplom in katholischer Theologie ab. Von 1991 bis 1995 war er wissenschaftlicher Mitarbeiter am Lehrstuhl für Dogmatik und Theologische Propädeutik der Katholisch-Theologischen Fakultät in Bonn. 1996 wurde er an diesem Lehrstuhl mit einer Arbeit über „Freundschaft als Paradigma der Erlösung“ bei Thomas von Aquin zum Dr. theol. promoviert. 2008 erlangte er eine Zertifizierung als Bibliodrama-Leiter der Gesellschaft für Bibliodrama, als Bibliolog-Leiter des Netzwerks Bibliolog und 2018 als Sexualpädagoge der Gesellschaft für Sexualpädagogik.

## Berufliche Tätigkeit
Ab 1996 war Dörnemann als hauptamtlich pädagogischer Mitarbeiter beim Katholischen Bildungswerk in Bonn tätig, von 1998 bis 2005 als Referent für religiös-theologische Erwachsenenbildung in der Konzeptionsabteilung des Bildungswerks der Erzdiözese Köln. Ab 2006 leitete er das Referat Familienpastoral im Erzbischöflichen Generalvikariat in Köln und war gleichzeitig stellvertretender Leiter der Abteilung Erwachsenenseelsorge des Erzbistums Köln.
Von 1999 bis 2010 übernahm Holger Dörnemann zusätzlich Lehraufträge für Religionspädagogik und Fachdidaktik Religion am Seminar für Katholische Theologie der Philosophischen Fakultät der Albertus-Magnus-Universität in Köln. 2011 habilitierte er sich für das Fachgebiet Religionspädagogik und Katechetik an der Ludwig-Maximilians-Universität in München mit dem Thema „Kirchenpädagogik als religionsdidaktisches Prinzip“. Im Wintersemester 2012/13 lehrte er als Lehrbeauftragter für Ehe-, Familien- und Lebensberatung an der Katholischen Hochschule NRW (KatHO NW), von 2012 bis 2014 als Privatdozent für Religionspädagogik und Katechetik am Lehrstuhl für Religionspädagogik und Didaktik des Religionsunterrichts an der Ludwig-Maximilians-Universität München. Im Sommersemester 2014 nahm er dort eine Lehrstuhlvertretung als Universitätsprofessor wahr.
Seit 2018 ist Holger Dörnemann Leiter der Abteilung Familie und Generationen im Bistum Limburg. Er ist Geistlicher Mentor für die Lehramtsstudierenden der kath. Theologie in der Katholischen Hochschulgemeinde an der Johann Wolfgang Goethe-Universität Frankfurt am Main.

## Mitarbeit in Gremien
2011–2020: Vorsitzender des Bundesverbandes Kirchenpädagogik e.V.

2013–2017: Berater der Kommission Ehe und Familie der Deutschen Bischofskonferenz

seit 2018: stellvertretender Vorsitzender der Arbeitsgemeinschaft für katholische Familienbildung (AKF)

seit 2020: Berater im Synodalforum „Leben in gelingenden Beziehungen. Liebe und Sexualität“ des Synodalen Wegs

seit 2021: Mitglied des Zentralkomitees der deutschen Katholiken (ZdK)

## Veröffentlichungen
- Freundschaft als Paradigma der Erlösung. Die Erlösungslehre des Thomas von Aquin. Echter, Würzburg 1997, ISBN 978-3-429-01909-9 (= Dissertation).
- Kirchenpädagogik: ein religionsdidaktisches Prinzip. Grundannahmen – Methoden – Zielsetzungen. EB-Verlag, Berlin 2011, ISBN 978-3-86893-063-4 (= Habilitationsschrift).
- Der leere Raum im Bibliodrama. Religionspädagogik räumlich gelebter Religion. EB-Verlag, Berlin 2013, ISBN 978-3-86893-128-0.
- Ehe und Familie : Lernorte des Glaubens. Echter, Würzburg 2014, ISBN 978-3-429-03756-7.
- Reformation im Geist der Synodalität. Papst Franziskus' synodaler Weg zu Amoris Laetitia und der Ehe als Freundschaft. Norderstedt 2015.
- Pädagogik der Liebe von Papst Franziskus. Vademecum einer Kirche im Aufbruch. Norderstedt 2017.
- mit Stefan Leimgruber: Sexuelle Bildung aus christlicher Perspektive. Für Erziehung, Pädagogik und Gemeindepraxis. Bonifatius Verlag, Paderborn 2022, ISBN 978-3-89710-918-6.